# Predúvratie
Predúvratie (polsky Przedwrocie, 1585 m n. m.) je sedlo v Západních Tatrách na Slovensku. Nachází se v jižní rozsoše Sivého vrchu (1805 m n. m.) mezi vrcholy Veľká kopa (1648 m n. m.) na severu a Malá kopa (1637 m n. m.) na jihu. Východní svahy spadají do Bobrovecké doliny (větev Jalovecké doliny). Na této straně se nachází Zápačný žľab, kterým v zimě padají laviny. Západní svahy klesají do Huňové doliny (větev Suché doliny).
Sedlo je částečně zatravněno, částečně zarůstá kosodřevinou. V minulosti zde byla provozována pastva, v blízkosti se totiž nachází pramen. Z Predúvratie vede nenápadná stezka do sedla Suchá priehyba mezi Ostrou a Suchým vrchem (neznačeno). Modrá značka od Chaty pod Náružím byla amatérsky vyznačena uživateli chaty a až v roce 1994 byla začleněna do sítě oficiálních turistických tras TANAP-u.

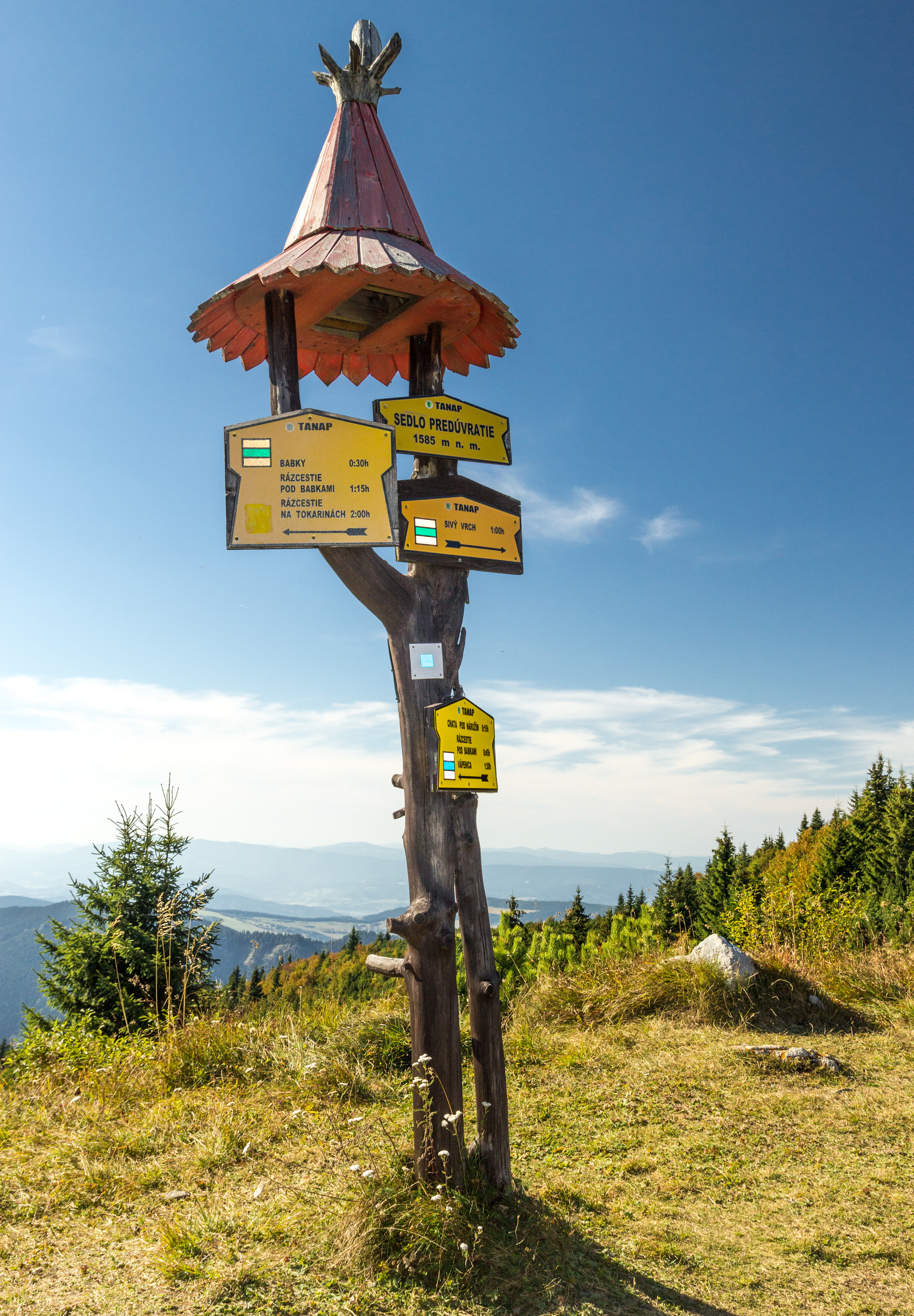
Sedlo Predúvratie

## Přístup
- po modré  turistické značce z rozcestí Grúň
- po zelené  turistické značce ze Sivého vrchu
- po zelené  turistické značce z rozcestí Grúň